# Епархия Иджебу-Оде
Епархия Иджебу-Оде (лат. Dioecesis Iiebuodensis) — епархия Римско-Католической церкви c центром в городе Иджебу-Оде, Нигерия. Епархия Иджебу-Оде входит в митрополию Лагоса. Кафедральным собором епархии Иджебу-Оде является Собор святого Себастьяна.

## История
29 мая 1969 года Римский папа Павел VI издал буллу «Ecclesiarum omnium», которой учредил епархию Иджебу-Оде, выделив её из архиепархии Лагоса.

## Ординарии епархии
- епископ Антоний Салиу Сануси (29.05.1969—14.08.1990);
- епископ Альберт Айинде Фасина (14.08.1990 — по настоящее время).

## Источник
- Annuario Pontificio, Libreria Editrice Vaticana, Città del Vaticano, 2003, ISBN 88-209-7422-3
- Булла Ecclesiarum omnium, AAS 65 (1973), стр. 116  (лат.)